# Lida (dokumentarfilm)
|  | Denne artikel er oprettet af botten Steenthbot ud fra en ekstern database. Den kan derfor have sproglige fejl eller mangler. Denne skabelon kan fjernes efter kontrol af indholdet. |

Lida er en dansk dokumentarfilm fra 2017 instrueret af Anna Eborn.

## Handling
Filmen er et dokumentarisk epos og et portræt af det lille menneske i historien og i vores nutid. Lida er en gammel Babushka, og den sidste gammelsvensk-talende i en tidligere svensk koloni i Østukraine. Hun bor på et plejehjem og har forelsket sig i en russisk mand. Hendes søster og søn, som hun ikke har set i 50 år, bor i Rusland. Når Lida går bort, forsvinder et sprog og hendes erfaringer fra 2. verdenskrig. Hendes liv bliver et minde om en forsvunden tid. Filmen opfordrer os samtidig til at reflektere over de mennesker, der nu er på flugt gennem Europa. En film med stærke kunstneriske valg, poesi, tempo, musik og billedsprog, som er helt sit eget.